# Acacia ligulata
Acacia ligulata A.Cunn. ex Benth. 1842 , conocida como acacia paraguas, arbusto paraguas, o cooba, es una especie de planta fanerógama, un arbusto de la familia de las fabáceas. Es endémica de Australia, muy ampliamente distribuida en el país, más aún que la "mulga: Acacia aneura.

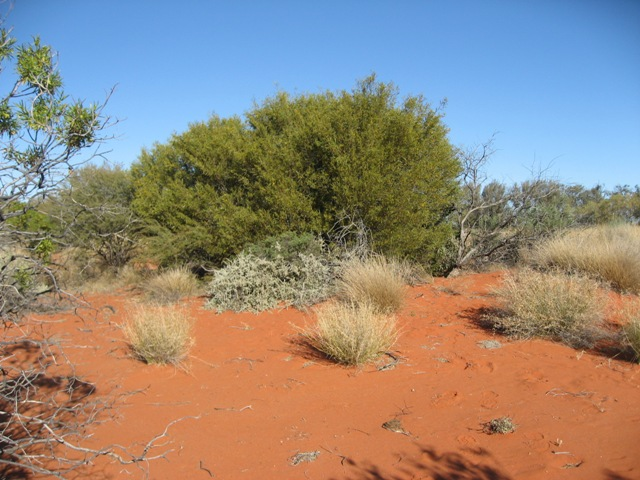
Vista de la planta

## Descripción
Prospera emitiendo numerosos renovales arbustivos, a varios metros y hasta 7 m de altura. Como otras especies del género Acacia, tiene filodios más que verdaderas hojas; que son extremadamente variables, de 4 a 10 cm de longitud y 5-10 mm de ancho. Flores de colores anaranjadas-amarillas, y en grupos esféricos. Las legumbres son leñosas, con constricciones entre las semillas, de 12 cm × 1 cm .

## Taxonomía
Acacia ligulata fue descrita por A.Cunn. ex Benth. y publicado en London Journal of Botany 1: 362. 1842.
Etimología
Ver: Acacia: Etimología
ligulata: epíteto latino que significa "ligulada".
Sinonimia:
- Acacia pallidiramosa Maiden & Blakeley
- Racosperma ligulatum (Benth.) Pedley[3]